# Phyllonorycter didymopa
Phyllonorycter didymopa är en fjärilsart som först beskrevs av Lajos Vári 1961.  Phyllonorycter didymopa ingår i släktet guldmalar, och familjen styltmalar. Inga underarter finns listade i Catalogue of Life.